# لعبة الحبار (الموسم 2)
لعبة الحبار 2 (بالكورية: 오징어 게임 2) هو الموسم الثاني للمسلسل الكوري الجنوبي الشهير لعبة الحبار، من كتابة واخراج هوانغ دونغ هيوك، صدر على منصة نتفليكس في 26 ديسمبر 2024.
يضم الموسم نخبة من النجوم، أبرزهم: لي جونغ جاي، وي ها جون، لي بيونغ هون، لي جين-ووك، إيم سي وان، كانغ ها نيول، بارك سونغ هون، يانغ دونغ غيون، جو يو ري، كانغ آي شيم، لي سيو -هوان، بارك يونغ جيو، توب، وون جي إن.
كما تم تأكيد عرض الموسم الثالث في عام 2025، والذي جرى تصويره بالتزامن مع الموسم الثاني.

## الحبكة
تدور أحداث المسلسل بعد ثلاث سنوات من فوز جي-هون باللعبة، حيث يتراجع عن قراره بالسفر إلى الولايات المتحدة ويعود وقد اتخذ قرارًا جديدًا. يقرر خوض التحدي مرة أخرى والمشاركة في لعبة البقاء الغامضة، حيث يبدأ مواجهة أخرى على حياة أو موت. هذه المرة، يشارك مع مجموعة جديدة من المتنافسين الذين يسعون للفوز بالجائزة الكبرى البالغة 45.6 مليار وون.

## طاقم

### رئيسي
- لي جونغ جاي في دور سيونغ جي هون (456)
- لي بيونغ هون في دور هوانغ إن هو، الرجل الأمامي
- وي ها جون في دور هوانج جون هو
- إم سي وان في دور لي ميونغ جي (333)[5][6]
- كانغ ها نيول في دور كانغ داي هو (388)[5][6]
- لي جين ووك في دور بارك جيونغ سيوك (246)[6][7]
- بارك سونغ هون في دور تشو هيون جو (120)[5][6]
- يانغ دونغ غيون في دور بارك يونغ سيك (007)[5][6]
- جو يو ري في دور كيم جون هي (222)[6][7]
- كانغ آي شيم في دور جانغ جيوم جا (149)[6][7]
- لي سيو هوان في دور جونغ باي (390)
- بارك غيو يونغ في دور كانغ نو إيول[6][7]

### أخرون
- بارك هي سون في دور الضابط المقنع
- كيم بيونج تشول في دور سكوير
- جيون سوك هو في دور تشوي وو سوك [8]
- تشاي كوك هي في دور سيون نيو (044)[6][9]
- سونغ يونغ تشان في دور ايم جونغ داي (100)[10]
- لي ديفيد في دور بارك مين سو (125)[6][7]
- توب في دور تشوي سو بونغ "ثانوس" (230)[6][7]
- روه جاي وون في دور نام جيو (124)[6][7]
- وون جي آن في دور سي مي (380)[6][7]
- كيم سي يون في دور كيم يونغ مي (095) [6][11][12][13]
- أوه دال سو في دور الكابتن بارك[14][15]

### ظهور خاص
- غونغ يو
- بارك هيه جين في دور والدة سانغ وو
- بارك سي وان في دور كانغ تشيول، الأخ الأصغر لكانغ ساي بيوك
- سونغ دو هيون في دور المرتزق كيم
- كيم بوب لاي كالسيد كيم
- سونغ جي وو في دور كانغ مي نا (196)

## الاستقبال
على موقع مراجعات الأفلام والمسلسلات روتن توميتوز، حصل المسلسل على تقييم إيجابي بنسبة 85% من قبل 41 ناقدًا، مع متوسط تقييم بلغ 7.4/10.
حقق المسلسل نجاحًا استثنائيًا، حيث تصدر قائمة أكثر البرامج مشاهدة على منصة نتفليكس في 93 دولة، من بينها كوريا الجنوبية، الولايات المتحدة، فرنسا، المكسيك، المملكة المتحدة، هونغ كونغ، وتركيا.
في 1 يناير 2025، أعلنت نتفليكس أن المسلسل حقق 68 مليون مشاهدة خلال الأسبوع الأول من إطلاقه، ليصبح أسرع الأعمال مشاهدة في تاريخ المنصة، وكذلك سابع أكثر الأعمال غير الناطقة بالإنجليزية مشاهدة في تاريخ نتفليكس. وصلت مشاهدات المسلسل حوالي 126.2 مليون مشاهدة في 11 يوم من اصداره. حقق المسلسل 152.5 مليون مشاهدة اعتبارًا من الأسبوع الثالث من اصداره، مما يجعله ثالث أكثر عمل مشاهدة على نتفليكس، بعد الموسم الأول منه" و"وينزداي" في 3 أسابيع فقط.

## الإنتاج
في أواخر أكتوبر 2021، صرّح هوانغ دونغ هيوك بأنه يجري مناقشات مع نتفليكس بشأن إنتاج الموسم الثاني. وفي يونيو 2022، أكدت نتفليكس رسميًا حصول الموسم الثاني على الضوء الأخضر.
وتولى هوانغ دونغ هيوك مجددًا إخراج وكتابة الموسم الجديد.
تم الإعلان أن تكلفة إنتاج الموسمين الثاني والثالث بلغت حوالي 100 مليار وون، مما يجعلها الأعلى تكلفة في تاريخ الدراما الكورية.
بدأ تصوير الموسم الثاني في النصف الثاني من عام 2023، وكان من المقرر إطلاقه في أوائل 2024.

## روابط خارجية
- لعبة الحبار على نتفليكس (الاشتراك مطلوب)
- لعبة الحبار (الموسم 2) على موقع ميتاكريتيك (الإنجليزية)
- لعبة الحبار (الموسم 2) على موقع روتن توميتوز (الإنجليزية)